# Социальный робот
Социальный робот — робот, способный в автономном или полуавтономном режиме взаимодействовать и общаться с людьми в общественных местах.
Социальный робот для реабилитации — устройство телеприсутствия, предназначенное для удовлетворения социальных потребностей (например, потребности в общении или потребности дистанционно (удалённо) работать для маломобильных граждан, инвалидов).
Социальные роботы для реабилитации — элементы социальной робототехники, призванной вовлекать людей с ограниченными возможностями в общественную жизнь (работу, учёбу, общение). В основном используются для того, чтобы помочь человеку реабилитироваться.